# Мухачёв, Андрей Сергеевич
Андре́й Серге́евич Мухачёв (21 июля 1980, Екатеринбург, СССР) — российский хоккеист.

## Биография
Бронзовый призёр юниорского чемпионата Европы 1998 года.  Двукратный чемпион России и двукратный обладатель Кубка Гагарина в 2008/2009 и 2009/2010 годах в составе казанского «Ак Барса».
В 2013 году окончил Казанский Федеральный Университет по специальность юриспруденция, квалификация юрист.
В 2013 году основал ООО «Главное спортивное агентство».

## Статистика
| Легенда | Легенда                    | Легенда | Легенда                   | Легенда | Легенда    |
| ------- | -------------------------- | ------- | ------------------------- | ------- | ---------- |
| И       | Количество проведённых игр | Штр     | Штрафное время            | +/−     | Плюс-минус |
| Г       | Голы                       | П       | Голевые передачи          | О       | Очки       |
| -       | Статистика неизвестна      | —       | Статистика не учитывалась |         |            |

## Личная жизнь
Женат с 24.05.2003. Супруга — Мухачёва Юлиана Евгеньевна, дизайнер. Имеет троих детей — сын Артём (19.08.2005), дочь Вероника (26.01.2008), дочь Эмилия (16.07.2022).